# Фольц, Август

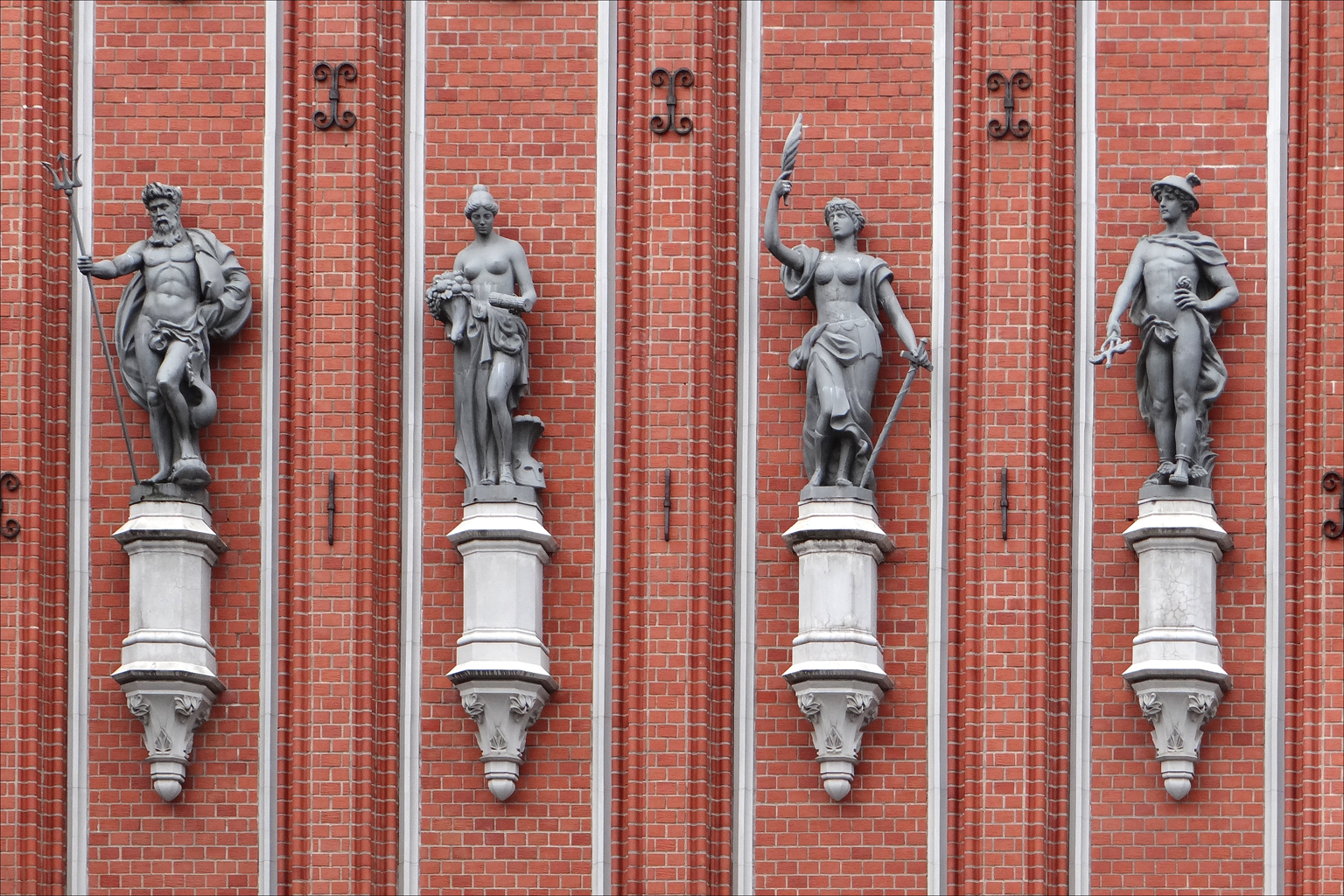
Аллегорические скульптуры на фасаде Дома Черноголовых

Август Франц Леберехт Августович Фольц (нем. August Franz Lebrecht Volz, 27 февраля или 7 марта 1851, Магдебург — 20 июня 1926, Рига) — рижский скульптор.

## Биография

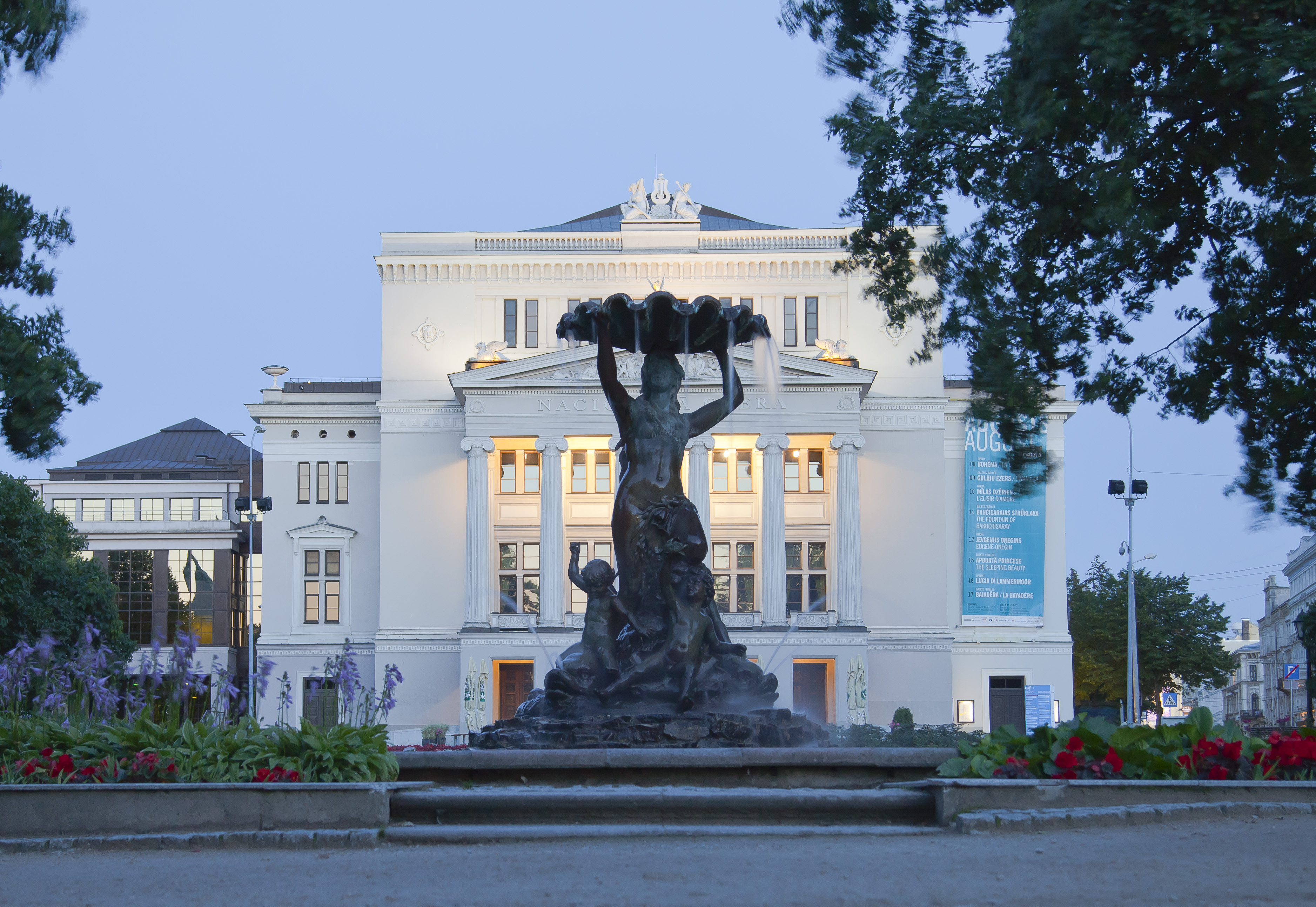
Фонтан перед Латвийской национальной оперой

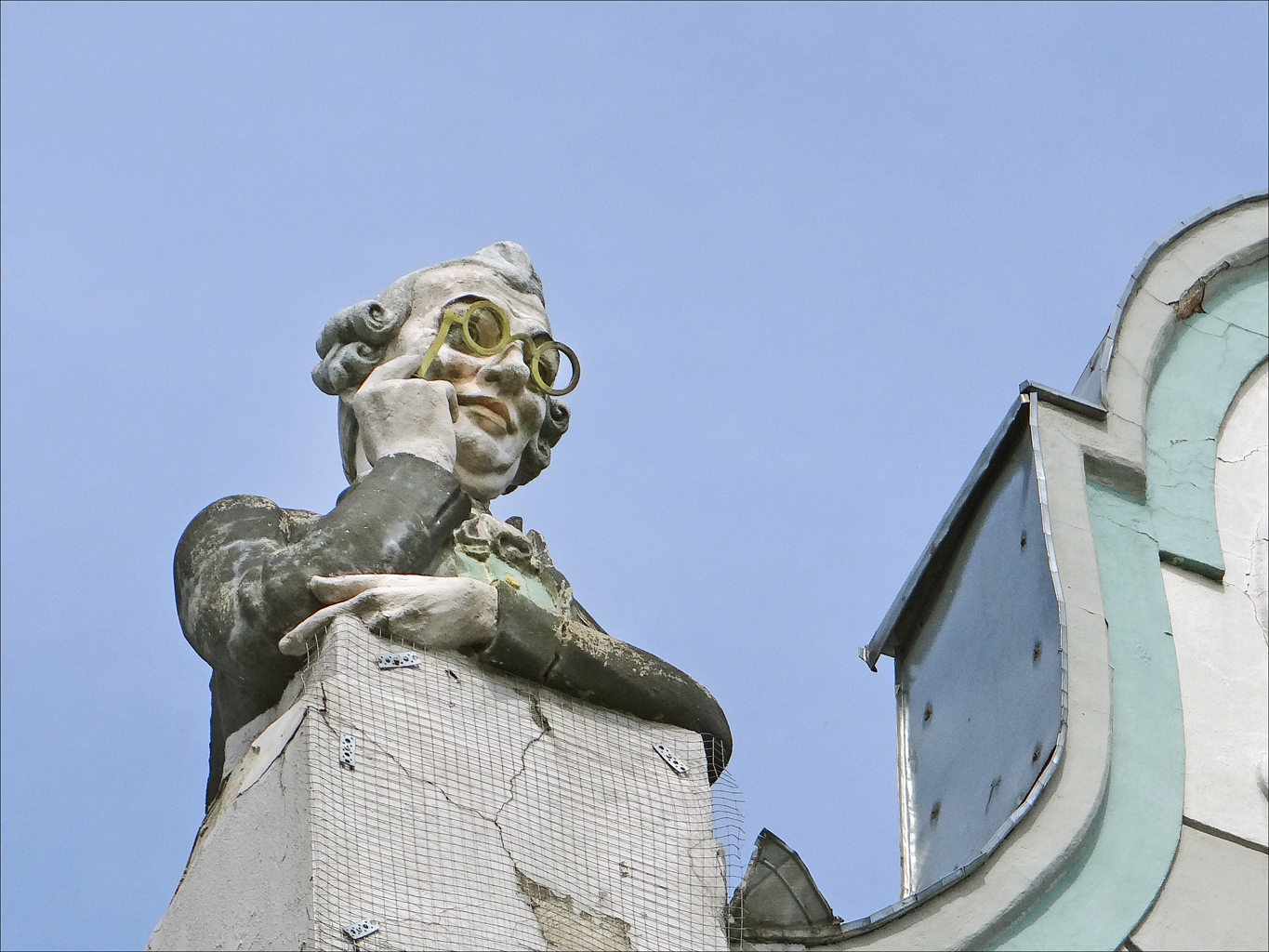
Скульптура на доме в Таллине

### Ранние годы
Август Фольц родился 7 марта 1851 года в Магдебурге одиннадцатым ребёнком в семье сапожника Иоганна Вольца и его жены Йоханн, урождённая Морин.
Весной 1869 года он переехал в Берлин, где первоначально работал в мастерской скульптора, а с осени учился скульптуре в прусской Академия искусств под руководством Эдуарда Гольбейна, Карла Домшке, Фридриха Эггерса и Карла Гепперта. В 1870 году, во время франко-прусской войны, он попытался вступить в армию, но получил отказ, потому что был несовершеннолетним и уже было набрано достаточно добровольцев. Окончил Берлинскую академию художеств.
Во время учёбы работал на разных семинарах. В октябре 1871 года прекратил учёбу в академии и начал работать полный рабочий день для фирмы Ende & Böckmann. От этой фирмы он приехал в Ригу осенью 1875 года из Магдебурга для выполнения разового заказа — скульптурного оформления особняка купца Пфаба на улице Суворовской, 12.

### Главный скульптор Риги
«Мне везло на хороших, талантливых людей. Когда его величество случай познакомил меня в Берлине с архитектором Энде, жизнь моя резко изменилась, — писал Фольц в своём дневнике. — Я вместе с ним занимался строительством и декором зданий. А в 1875 году по его совету поехал работать в Ригу. Надо было вылепить несколько фигур и орнаментов для дома немецких купцов».
Все скульптурные работы для дома Пфаба Фольц выполнил за год, прослыв весьма талантливым мастером. В Риге, только что начавшей превращаться в современный город, мастеров его уровня с профессиональным художественным образованием не было. А спрос был велик.
2 января 1876 года Фольц открыл собственную мастерскую на улице Николаевской (ныне — Кр. Валдемара), 31, где изготавливались различные элементы для украшения фасадов, парадных и внутренних лестниц и интерьеров. Лепку статуй Фольц выполнял сам, а для подсобных работ взял несколько учеников.
В 1876 году Август Фольц женился на Марии Терм; у них было семь детей, трое из которых умерли до начала Первой мировой войны.Задумав фонтан на площади у Немецкого театра, Фольц нашёл для главной фигуры красивую молодую натурщицу, разместив вокруг неё четырёх младенцев, играющих с дельфинами, в которых Фольц, считается, изобразил четырёх своих выживших детей, сделав фонтан одним из своих семейных портретов. В 1909 году его первая жена Мария умерла, а в 1911 году он женился во второй раз на Ольге-Луизе Калнинг, и у них родился сын.
С началом антинемецкой кампании в России Август Фольц как подданный Германии был выслан в город Цивильск Казанской губернии, откуда вернулся в Ригу в 1918 году, когда пребывание иностранных граждан в России было нежелательным.
Вторая мастерская скульптора была открыта на ул. Гауяс, 9. Её он завещал городу Риге.
После смерти Августа жена продолжила дело скульптора, а в 1939 уехала в Германию. Потомки живут в Германии.
В 1996 году на доме по улице Кришьяня Вальдемара, 31, где находилась его мастерская, была установлена мемориальная доска.

## Реализованные проекты

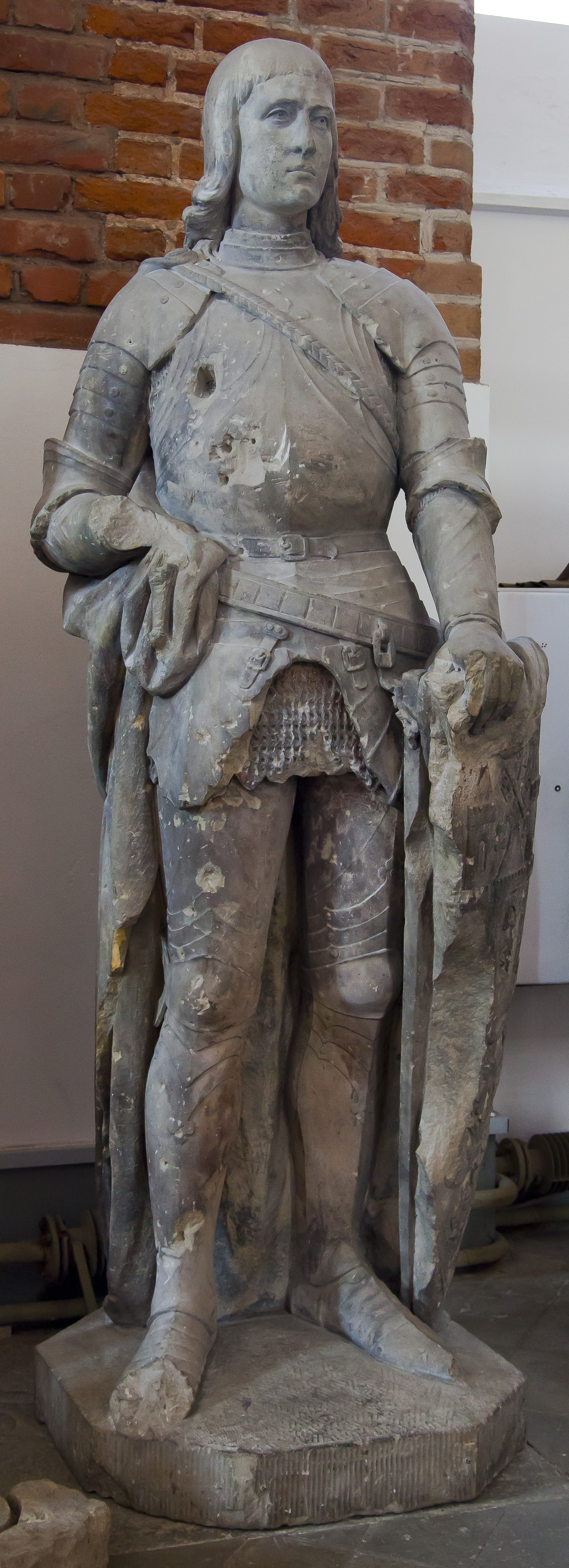
Оригинальная статуя Роланда (повреждённая во время Второй мировой войны), авторства Августа Фольца. Копия стоит на Ратушной площади.

Смерть троих детей и первой жены долго мучила Фольца. Тему несправедливости и противоестественности ранней смерти он вкладывал в оформление кладбищенских склепов и надгробий. Один из таких памятников белого мрамора на могиле рано умершей девушки скульптору особенно удался. В дневнике он оставил запись: «Пусть люди увидят это надгробие и поймут, как дорога нам должна быть каждая прожитая минута…» Работа получилась настолько удачной, что Фольц был награжден за неё золотой медалью.

### Скульптуры в Риге
Фольц был очень работоспособным мастером, весь центр Риги напоминает об этом, где сохранилось не менее 80 его произведений. Архитектор Виктор Римша считает его не только плодовитым художником, но и успешным предпринимателем, руководителем производства, на котором в лучшие годы трудилось около 400 человек. «Только первые скульптуры Август Фольц выполнил своими руками: в дальнейшем декоративную отделку зданий центра города изготавливали работники его мастерской. Таким образом Рига стала такой, какой мы ее знаем и любим сегодня», - отметил архитектор, сохранивший портал ворот мастерской Фольца на ул. Кр.Валдемара, 31.

#### Отделка зданий
- Дом Пфаба на улице Кришьяня Барона, 12[2] (1876);
- орнаментальный декор и каменные строительные детали Православного Кафедрального собора (1876-84)[12],
- две скульптурные группы на фасаде женской гимназии на ул. Кр. Валдемара, 2 (1884),
- отделка Дома Черноголовых (щиты и аллегорические фигуры фасада, 1886)[12],
- скульптурная пластика зала Немецкого театра (1887)[12],
- Фронтон, лестница и колонны Художественного музея[5]. Аллегорическая группа над входом в музей представляет собой апофеоз духа, искусства и культуры: рядом с богиней Афиной расположились музы, а справа от них сидит бородатый Гефест с молотом (в этом образе Фольц изобразил себя, что вызывало предположения о его принадлежности к масонам, у которых молот был атрибутом магистра ложи и символизировал творческий ум, 1903-1905)[7].
- отделка фасада и мраморные лестницы Государственного банка на ул. Кр. Валдемара, 2а (1905)[12],
- оформление интерьера, капители колонн и другие пластические детали фасада Биржевой коммерческой школы (1902-05)[12],
- Атланты у входа в Рижский 2-й городской (Русский) театр, оформление интерьера и фасада[5] (1900-02) на бульв. Кронвалда, 2[12],
- скульптурная отделка жилого дома на ул. Р. Вагнера, 15[12],
- рельефы входа в здание бывшего дома взаимопомощи членов товарищества сельского хозяйства Видземской губернии (1911)[12],
- скульптурная группа «Кузнецы» на фронтоне дома на ул. Хоспиталю, 5 (1910)[12],
- Портал с двумя женскими головками на здании по ул. Кр. Валдемара, 31[5]: это портреты жены и дочери скульптора (1902)[7]. Портал был сохранён как ретроцитата при проектировании в 1978-1981 г. и  строительстве в 1982 г. информационно-вычислительного центра Латвглавэнерго (архитекторы Виктор Римша, Анна Бике, Аусма Буйвите), что было редким явлением для советской архитектуры 1970-х годов[10]. На здании также была установлена мемориальная доска, напоминающая об Августе Фольце[13].
- декор фасадов зданий на ул. Базницас, 25 (1897), Кр. Валдемара, 20 (1907), Сколас, 25 (1898), Элизабетес, 3 (1899), Лачплеша, 36 (1900), Бривибас, 157 (1898), Гертрудес, 49 (1906), Стабу, 49 (1898), Кр. Барона, 11 (1901), А. Чака 28 (1903)[12].

#### Отдельно стоящие скульптуры[12]

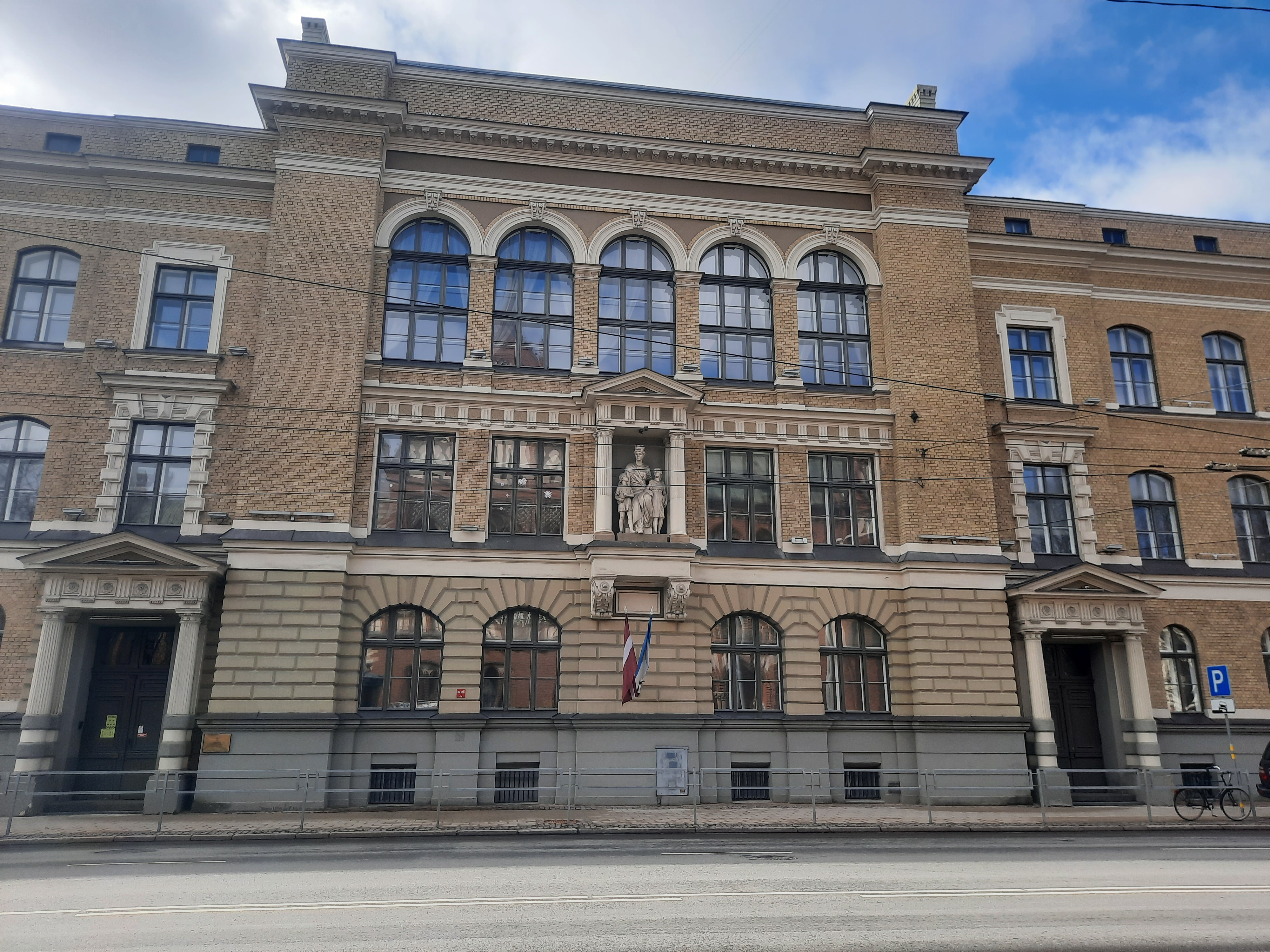
Скульптурное оформление Рижской городской основной школы (1883)

- скульптурная группа на фасаде бывшей Рижской городской основной школы (ныне основная школа им. Я. Залитиса на бульв. Калпака, 8, 1883);
- Львы из силезского песчаника в Верманском парке (1884)[5];
- Фонтан с нимфой (Рига) (1887);
- статуя Гамбринуса на здании пивоваренного завода «Алдарис» на ул. Твайка, 44 (ок. 1890-1900 гг.);
- Статуя Роланда у Дома Черноголовых (1896);
- Атланты, поддерживающие земной шар, на крыше здания по ул. Театра, 9 (1903);[5]
- Фигура ремесленника на доме по улице Матиса, 21[5]. Для здания винного погреба торгового дома Louis Ludman & Co необходимо было изобразить винодела за своей работой. Так что Фольц здесь изобразил виночерпия в фартуке с тремя цинковыми кувшинами для вина, назвав статую — «Мужчина с кувшинами» (1904);
- Композиция на фронтоне здания Латвийского радио[5]
- Композиция на фасаде здания посольства Франции[5]
- Мальчик, читающий книгу, на крыше здания Большой гильдии (ул. Амату, 4)[5]
- Скульптуры на доме по ул. Смилшу, 3[14]
- Вилла Стрицкого[15]
- Парк Кронвалда
- Стела с фигурой рыцаря на бульваре Зигфрида Аннас Мейеровица
- Золотой рыцарь.

#### Надгробные памятники[12]
Автор следующих памятников на Большом кладбище в Риге:
- К.О. Майлунду (1896),
- И.Д. Фелско (1902),
- В. Бергнеру (1907).

Создал памятник А. Кронвалду на кладбище в Вецпиебалге (1893).

### Скульптуры в Таллине
- «Господин в пенсне» и кошка, сползающая по крыше того же дома
- Скульптуры на фасаде Немецкого театра

## Ученики
- Маурс, Рихард
- Тильбергс, Янис
- Тоне, Валдемар